# Markgräflerland
 (octobre 2024).

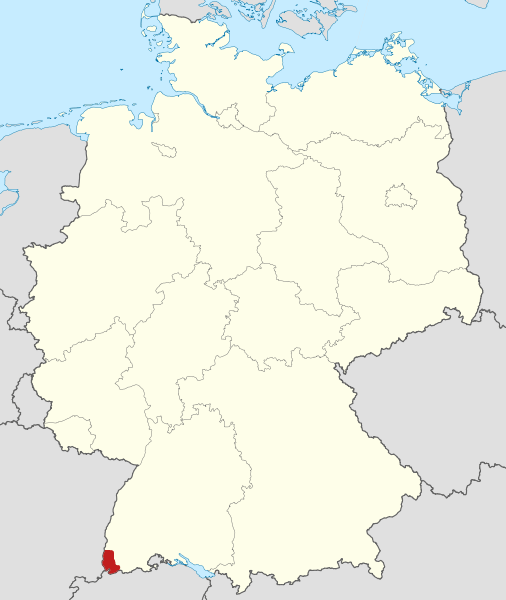
Le Markgräflerland est une région du Sud-Ouest de l'Allemagne.

Le plus haut sommet du Blauen (Badenweiler) (1165 m).

Le Markgräflerland (prononcé en allemand [ˈmaɐ̯k.ɡʁɛːf.lɐˌlant]) est une région du Sud-Ouest de l'Allemagne, au sud du Land du Bade-Wurtemberg, située entre le Brisgau au nord et la Forêt-Noire à l'est, adjacente à l'ouest avec la France et au sud avec la Suisse.

## Histoire
La mention historique du même nom remonte au 8 septembre 1444 lors de la fusion du fief de Rötteln, du fief de Badenweiler et du comté de Sausenburg. Les terres appartenaient alors aux margraves de Hachberg-Sausenberg, une branche de la maison de Bade et, après leur extinction, au margrave de Baden, plus tard margrave de Baden-Durlach.
En 1556, le Markgräflerland est réformé, devenant ainsi une île protestante au milieu des possessions autrichiennes catholiques en pays alémaniques (Vorarlberg, Suisse, Bade, Alsace). 

## Langue
Cette région, comme toute la partie sud-ouest du domaine germanophone (pays énumérés ci-dessus), parle le dialecte allemand connu sous le nom d'alémanique. 
L’écrivain le plus célèbre de la littérature alémanique est Johann Peter Hebel.